# 1269

سنة 1269 كانت سنة بسيطة تبدأ يوم الثلاثاء (سوف يظهر الرابط التقويم الكامل للعام) حسب التقويم اليولياني.

## مواليد
سقوط الدولة الموحدين وظهور دول متعددة
- الدولة المرينية تكمل فتح المغرب بعد هزيمة الموحدين في مراكش

## وفيات
- بن سبعين، فيلسوف ومتصوف أندلسي.